# Cookatoo Friends
Cookatoo Friends är Elin Ruth Sigvardssons fjärde studioalbum, utgivet den 6 oktober 2009 på hennes eget skivbolag Divers Avenue Music.

## Låtförteckning
1. Bang
2. Dead Man Walking
3. Is It Over
4. Love (feat. Lars Eriksson)
5. F Off (feat. Ane Brun)
6. Wait for Me
7. Hymn for a Tree
8. Higher (Supermom)
9. Don't Be Suspicious
10. Your Love Is Loaded
11. Shine a Little Light
12. 1000 Hands

## Listplaceringar
| Lista (2009) | Topplacering |
| ------------ | ------------ |
| Sverige      | 16           |